# Coupe de France féminine de rugby à XV 2023-2024
Navigation
Coupe de France 2022-2023
La coupe de France féminine de rugby à XV 2023-2024 oppose les douze meilleures équipes françaises féminines de rugby à XV : celles de l'Élite 1, mais sans leurs joueuses sélectionnées en équipe de France. En effet, les rencontres de cette compétition sont organisées pendant les périodes où les équipes nationales participent aux compétitions internationales, privant les clubs de leur meilleures joueuses.
Lors de la saison 2023-2024, les compétitions internationales sont le WXV en automne 2023, et le Tournoi des Six Nations au printemps 2024.
La coupe de France se compose d'une phase qualificative et d'une phase finale. Les équipes ayant participé à l'ensemble des rencontres de la phase qualificative se voient accorder une bonification de 3 points pour le championnat d'Élite 1.
Le Stade toulousain remporte sa 2e Coupe de France après 2022 en s'imposant en finale contre le Stade bordelais (28-15).

## Résumé des résultats

### Classement de la phase qualificative
Lors de la phase qualificative, les équipes disputent six rencontres, trois réceptions et trois déplacements. Ces six rencontres sont de sorte que les clubs de la poule 1 du Championnat de France rencontrent l’ensemble des clubs de la poule 2 et inversement.
| Rang | Club                 | J | V | N | D | Bo | Bd | Pm  | Pe  | Diff | Pts |
| ---- | -------------------- | - | - | - | - | -- | -- | --- | --- | ---- | --- |
| 1    | Stade toulousain     | 6 | 6 | 0 | 0 | 2  | 0  | 143 | 63  | +80  | 26  |
| 2    | Stade bordelais      | 6 | 5 | 0 | 1 | 1  | 1  | 166 | 69  | +97  | 22  |
| 3    | Blagnac RF (T)       | 6 | 4 | 0 | 2 | 3  | 2  | 154 | 77  | +77  | 21  |
| 4    | ASM Romagnat         | 6 | 4 | 1 | 1 | 2  | 0  | 139 | 68  | +71  | 20  |
| 5    | Lyon OU              | 6 | 3 | 0 | 3 | 1  | 0  | 129 | 142 | -13  | 13  |
| 5    | Stade rennais        | 6 | 3 | 0 | 3 | 0  | 1  | 91  | 142 | -51  | 13  |
| 7    | FC Grenoble          | 6 | 3 | 0 | 3 | 0  | 0  | 123 | 185 | -62  | 12  |
| 8    | Lons Section paloise | 6 | 2 | 1 | 3 | 0  | 1  | 90  | 112 | -22  | 11  |
| 8    | Montpellier RC       | 6 | 2 | 0 | 4 | 1  | 2  | 116 | 133 | -17  | 11  |
| 10   | Stade villeneuvois   | 6 | 1 | 0 | 5 | 0  | 4  | 132 | 143 | -11  | 8   |
| 11   | AC Bobigny 93        | 6 | 1 | 0 | 5 | 0  | 2  | 92  | 146 | -54  | 6   |
| 12   | Stade français Paris | 6 | 1 | 0 | 5 | 0  | 1  | 76  | 171 | -95  | 5   |

|  | Qualifié pour la phase finale |
|  | T : tenant du titre 2023      |

### Phase finale
Les équipes finissant aux quatre premières places du classement de la phase qualificative disputent les demi-finales en un match sec sur le terrain du mieux classé. La finale se tient sur terrain neutre.
|  | Demi-finales                      | Demi-finales                      |                  |    | Finale               | Finale               |
|  | Demi-finales                      | Demi-finales                      |                  |    | Finale               | Finale               |
|  |                                   |                                   |                  |    |                      |                      |
|  | 14 avril 2024 à Villemur-sur-Tarn | 14 avril 2024 à Villemur-sur-Tarn |                  |    | 27 avril 2024 à Agen | 27 avril 2024 à Agen |
|  | 14 avril 2024 à Villemur-sur-Tarn | 14 avril 2024 à Villemur-sur-Tarn |                  |    | 27 avril 2024 à Agen | 27 avril 2024 à Agen |
|  | Stade toulousain                  | 19                                |                  |    | 27 avril 2024 à Agen | 27 avril 2024 à Agen |
|  | Stade toulousain                  | 19                                |                  |    | 27 avril 2024 à Agen | 27 avril 2024 à Agen |
|  | ASM Romagnat                      | 5                                 |                  |    | 27 avril 2024 à Agen | 27 avril 2024 à Agen |
|  | ASM Romagnat                      | 5                                 | Stade toulousain | 28 |                      |                      |
|  | 14 avril 2024 à Bordeaux          |                                   | Stade toulousain | 28 |                      |                      |
|  |                                   | Stade bordelais                   | 15               |    |                      |                      |
|  | Stade bordelais                   | Stade bordelais                   | 15               | 28 |                      |                      |
|  | Stade bordelais                   |                                   |                  | 28 |                      |                      |
|  | Blagnac RF                        | 17                                |                  |    |                      |                      |
|  | Blagnac RF                        | 17                                |                  |    |                      |                      |